# Marcos Aburto
Marcos Aurelio Aburto Ochoa (Valdivia, 25 de mayo de 1916-Santiago, 5 de junio de 2008) fue un abogado chileno y ex senador designado. Fue ministro de la Corte Suprema de Chile desde 1974 y su presidente entre 1993 y 1995.

## Primeros años de vida
Era hijo Manuel Aburto Aburto y de Efrena Verónica Ochoa Ochoa. Estudió en el Instituto Salesiano de Valdivia y luego en el Liceo Fiscal de Valdivia. En 1936 ingresó a la Universidad de Chile y se licenció en Derecho en 1941, obteniendo el título de abogado el 14 de julio de 1943. Su tesis se tituló: "De las operaciones sobre warrants: cuestiones a que ellas dan lugar". Juró como abogado el 14 de julio de 1943.
Estuvo casado con Carmela Contardo Müchall y fue padre de 5 hijos: Marcos, Manuel, Marcelo, Miguel, Mario y Jaime.

## Vida pública
Desde 1941 a 1945 ejerció libremente su profesión en Santiago. Se dedicó a las materias civil, comercial y constitucional.
Paralelamente, entre 1956 y 1964, se dedicó a la labor docente, siendo profesor de Derecho Comercial en la Universidad Técnica del Estado, Sede Valdivia. Asimismo, en esos años, fue profesor ad honorem de Educación Cívica en el Instituto Salesiano.
Ingresó al poder judicial el 29 de enero de 1945 como Juez de Letras en San José de la Mariquina, Valdivia. Al año siguiente, en 1946, es nombrado secretario del Juzgado de Letras de Punta Arenas, y en junio de ese año es nombrado Juez de Letras de Achao, Chiloé. Luego, ese mismo año es nombrado Juez de Letras de Mulchén en Bio-Bio.
En 1960, es designado Ministro de la Corte de Apelaciones de Valdivia y en 1964 se traslada como Ministro a la Corte de Apelaciones de Santiago.
Entre los años 1966 y 1972 integró la Corte Marcial de Santiago y en 3 oportunidades fue su presidente.
Entre 1968 y 1970 fue ministro del Tribunal Agrario de Apelaciones de Santiago.
En agosto de 1974, fue designado ministro de la Corte Suprema de Chile, siendo su presidente en el período 1993 y 1995.
Fue representante por 7 años (hasta 1985) de la Corte Suprema en el Consejo Nacional de Televisión.
La Corte Suprema de Chile lo designa al cargo de senador institucional para el período 1998 - 2006.

### Condecoraciones extranjeras
- Gran Cruz de la Orden de la Cruz del Sur ( Brasil, 1995).